# Maske der Trauer

Maske der Trauer (2008)

Die Maske der Trauer (russisch Маска скорби Maska skorbi) ist ein 15 Meter hohes Monument in Magadan an der russischen Pazifikküste, das den Opfern der Stalinschen Säuberungen in der Sowjetunion gewidmet ist, die in den Lagern an der Kolyma gefangengehalten waren, einem berüchtigten Lagerkomplex des Gulag.
Die Skulptur wurde am 12. Juni 1996 auf einem Berghang nördlich der Stadt errichtet. Im selben Jahr wurde der Schöpfer der Statue Ernst Neiswestny (1925–2016), dessen Eltern den Stalinschen Säuberungen der 1930er Jahre zum Opfer fielen, mit dem Staatspreis der Russischen Föderation ausgezeichnet.

Rückansicht der Maske der Trauer (2008)

Die aus Beton gegossene Skulptur stellt eine Maske dar, von deren linkem Auge Tränen in Form kleinerer Masken fließen. Das rechte Auge ist als vergittertes Fenster gestaltet. Auf der Rückseite finden sich eine gekreuzigte männliche Figur und eine Statue aus Bronze, die eine trauernde junge Frau zeigt.
Das Monument enthält die Nachbildung einer typischen Gefängniszelle aus der Stalinzeit. An einer Stelle des Monuments befindet sich eine Sturmglocke. Vor der Maske stehen elf Betonblöcke, die die Namen der härtesten Lager der Kolyma tragen. Symbole verschiedener Glaubensrichtungen sind auf Findlingen entlang einer Treppe eingeritzt.
Die Maske der Trauer war Teil eines größeren Projekts von Neiswestny: In den Städten Magadan, Jekaterinburg und Tscheljabinsk sollte ein Dreieck des Gedenkens entstehen. Zunächst schien es, als würden sich alle Teilvorhaben zerschlagen. Jedoch konnte die Arbeit in Jekaterinburg mit erheblicher Verzögerung vollendet und am 21. November 2017 enthüllt werden.